# Кучелмин
Кучелмин — староруське городище на півдні Галицького князівства. Знаходиться за кілька кілометрів на пн.-зх. від с.Ломачинці.
Кучелмин існував на правому скелястому березі Дністра, східніше Старої Ушиці, в урочищі Галиця (поблизу однойменного села) в долині річки Каюта, що в Сокирянському районі Чернівецької області. 

## Історія
У часи розквіту руської держави Дністер був не тільки транспортним шляхом. Він давав цінні породи риб і прісну воду. Це був значний природний бар’єр у військовій справі. Саме тут, біля міста Кучелмин, проходив кордон двох цивілізацій: слов’ян і степових південних народів – спочатку половців, а з часом татар. Тут проходив рубіж між східними Київськими землями (після розпаду Київської Русі на удільні князівства) та Теребовлянським, а далі – Галицьким і Галицько-Волинським князівствами. Тут був початок Попрутської оборонної лінії, розбудованої Ярославом Осмомислом. Адже цілий ряд городищ – Хмелів, Черн, Хотин, Кучелмин, Бакота, Стара Ушиця, Каліус – повинні були стати надійним захистом від набігів кочівників і заздрісних сусідів. А крайнє городище Кучемлин в цьому ланцюгу фортець мало призначення, крім охорони, ще й сповіщення про наближення ворожих військ з півдня, розвідки в сусідніх землях про задуми недругів та друзів і контроль понад судноплавним Дністром. Мешкати в цьому красивому і багатому краї хотіли не лише місцеві племена, а й численні завойовники. Тож часто доводилося захищатися від непроханих гостей у фортеці, яка стримувала грабіжницькі напади і служила захистом пристані й переправи до міста Каліус. Дністровські береги і кручі пам’ятають давні торгові човни із заморськими диковинками.

У VIII-XIII століттях місто було щитом Руської землі на південному заході. Багато робилося для його укріплення та утримання у сфері його впливу на околиці князівства. Це було дуже актуальним під час роздроблення удільних князівств – аж до татарського наїзду. 
(1159) Іван Берладник двоюрідний брат князя Ярослава (з яким у змові були князі руські, король угорський Гейд і лядські князі) взявши на поміч багато половців і 6000 берладників в понизов’і Дунаю, наробивши великої шкоди галицьким купцям і риболовам, вирушив на північ. Під час походу ніде не зустрів ні засад, ні будь-якого опору підлеглих галицького князя, проти якого виступив. Літописець відмітив:
«И поиде к Кучелмину и ради быша ему и оттуда к Оушици поиде».
Йому були раді жителі Кучелмина і Ушиці, до якої ввійшла Ярославова залога, і билися кріпко вої залоги на кріпосних стінах Ушиці, а смерди перескакували через забрала до князя Івана, і перебігло їх триста. І хотіли половці взяти город, та Іван не дав їм взяти, і, розгнівавшись, половці поїхали од Івана. А Іван Ростиславич знову подався на Київ.
У рік (1196) згадується Мстислав Мстиславович Удатний. В Галицько-Волинському літописі за 1213 рік, у зв’язку з військовими походами галицького князя Данила Романовича, зроблено такий запис: 
«Оттоудоу проидоша в Оноут и идеша в поле. Бывшю же гладоу великоу. Поидоша вози и к Плавоу на каноу св-го Дмитрея. Вземше води накормишася изобилно и похвалиша Б-га и св-го Дмитрея, яко накорми их. Оттоудоу же придоша ниже Коучелемина мьісляще коуде преити рекоу Днестр. Божнею же милостию придоша лодня из Олешия и приехаша в них на Днестр и насытишася рыб и вина. Отдоу же приеха Данил ко Мъстиславоу».
У рік 6737 (1229) Данило князь зібрав велику землю Галицьку і довкруг зібрав людей аж за річку Ушицю і Прут, землю розділив на чотири частини і переміг у той рік угрів великою силою.
У рік 6749 (1241) Ростислав Михайлович із болотівськими князями та деякими галичанами хотів підкорити город Бакоту. Та Кирило-печатник, що мав описати грабунки нечестивих бояр, утишив народ та мудрістю і силою вдержав Бакоту.
Цього ж року Данило відвідав Бакоту і город Каліус і город Кучелмін, щоб підготовитись до битви із татарами. В місті Каліусі, як і Хотині, щонеділі були великі ярмарки.
У рік 6763 (1255) татари були біля Бакоти і старший города Милій зрадив галичан і був у татар. Син Данила Лев побив їх і Бакоту вернув батькові. До кінця 1399 року Бакота була укріпленим замком. Там діяв жіночий монастир. Містом правив якийсь Шнитко, якому особисто довіряв князь Вітовт, який Бакоті приділяв увагу як і Кам’янцю в системі укріплення.
У рік 6767 (1259) на всіх Галицьких землях творилися чудеса проти поганих татар по молитвах галичан до святих Іоанна Златоустого і святителя Миколи чудотворця, які одігнали нечестивих татар із землі галицької сильним вітром та киданням у них каміння.
Заснували місто-городище Кучелмін через вигідне географічне положення: неприступні, майже прямовисні яри із північної і західної сторони, поряд джерело, поряд торговий шлях по Дністру і переправа, а також цілий ряд міст-фортець: Василів, Онуш, Хотин, Бакота, Ушиця і Каліус. Протягом свого існування Кучелмін відіграв свою історичну роль у захисті і охороні слов’янських земель, а інколи був і ареною жорстоких кровопролитних битв.
Масивний земляний вал висотою понад 2 метри добре зберігся, бо не додумалися його розорати, слава Богу. Він оточує овальний за планом майдан розміром 70 м, в якому містяться рештки дерев’яних укріплень фортеці більш давньої, що збереглися на висоті до 1 м. Оборонний рів, воду в який заливали із потужного джерела Паршенкових долинків. Укріплення дерев’яної фортеці складалися із двох поздовжніх дубових стін, що знаходилися за 2,5 м одна від одної паралельно, які в свою чергу кріпилися поперечними стінами. Була стовпова конструкція, а між стовпами – дерев’яні плахи. Стовпами служили навпіл розколені деревини дуба.
Дерев’яні укріплення зміцнювалися оборонним ровом глибиною до 2 м і шириною 6 м, воду в який заливали із потужного джерела Паршенкових долинків.
При археологічних розкопках, проведених у 1968 році, виявлено фортецю і її фортечні стіни із товстих дубових стовпів з місцевого лісу, що росте поряд, вертикально вриті в землю, та осипаний рів. Утворені поздовжніми і поперечними стінами кліті використовувалися як житла і майстерні. За даними професора Бориса Онисимовича Тимощука, це є найдавніше городище слов’ян, виявлене на території Чернівецької області.
В одному із приміщень розміщувалася кузня, в якій знайдено багато залізних шлаків та рештки ковальського горна. На глиняній долівці інших приміщень лежали зруйновані печі, уламки слов’янської кераміки, кістяні знаряддя праці, кістки бика, дикого кабана, овець та риб.
У XI столітті, в зв’язку з дальшим розвитком військово-інженерної справи, фортецю повністю перебудували. На місці дерев’яних стін насипали високий земляний вал, в якому і збереглися рештки дерев’яної фортеці VIII століття.
Далі на південь від прикордонного міста Кучелмін степова зона сучасної Молдови була малозаселеною, а кочуючі половці робили систематичні грабіжницькі напади. Тому на підступах до фортеці в чотирьох поселеннях навколо міста виявлено міцні оборонні укріплення. Одне із них прилягало безпосередньо до міста, в якому були напівземлянкові житла з печами-кам’янками, і займало площу не менше 10 гектарів. За, два кілометри на південь від літописного міста знаходилося Ломачинецьке поселення і мало міцні укріплення, як для того часу, з високого земляного валу, укріпленого дерев’яними зрубами. Інше поселення знаходилося на півночі за 1,5 км від міста в урочищі Щовб, неподалік від монастиря. Хороший природний захист, майже прямовисні схили двох ярів і вся навколишня місцевість, помережана глибокими ярами, робили місто Кучелмін майже неприступним. Отож тут, як і скрізь в давнину, древнє поселення складалося із фортеці, церкви або монастиря та посадів, які розміщувалися навколо фортеці.
Завершальним ударом по існуванню міста Кучелмін стало його спалення. Маємо два варіанти. За одним із них його розібрали, а потім спалили по указу князя Данила Галицького, який повертався із Золотої Орди, де мав домовленість із ханом про знищення цілого ряду фортець: Кучелмін, Каліус, Ушиця, Онут, Василів. За іншим, це зробили монголо-татарські завойовники приблизно в 1259 році при ханові Бурундаю, як твердив літописець: «… розмечете городы свои все». Навала кочівників знищила всі пам’ятники писемні древніх слов’ян, тому і не дійшли вони до нас. Із знищенням укріплень зникає і життя в місті, яке вже ніколи не відновлювалося. Одночасно зникли поселення і припинив діяти монастир. Уцілілі жителі втекли в навколишні ліси і печери в ярах, забравши із собою небагаті скарби, перекази і пам’ять про золоті часи мирного життя на такому прегарному місці. Напевно, в ті часи і виникли навколишні села: Вишнева, Ломачинці, Непоротове, Михалкове і інші. Але дух предків живе тут і нині.

## Вивчення городища науковцями
На території колишньої фортеці Кучелмін і поселення в урочищі Щовб встановлено охоронні стовпи, як мовчазні вартові слави слов’ян. Вже давно настав час знати і вивчати свою власну історію, а не далеку, заморську. Більшість людей, навіть села Ломачинці, не ведуть мову про район, не відають про існування міста Кучелмін. Маю надію підняти інтерес до нашого краю, для популяризації знань про цей куточок Бессарабської землі, пов’язаний з багатьма історичними, літописними, героїчними іменами та історичними подіями. Великі князі, великі відомі люди, невідомі монашеські подвижники, учасники кровопролитних битв біля міста-фортеці Кучелмін і його краю є нашою рідною історією. Ми маємо знати про це, гордитися цим та навчати цього наших дітей, внуків та правнуків. Адже це наше!
Про історичний літописний край Подністров’я розповідають:
- «Повість врем’яних літ» святого Нестора літописця, «Галицький літопис», «Галицько-Волинський літопис»;
- книги Антона Лотоцького: «Наїзд обрів», «Кужіль і меч», «Лицар в чорному оксамиті», «Три побратими», «Три ліси», «Княжа слава»;
- книги Володимира Бирчака: «Василько Ростиславич», «Володар Ростиславич» та «Велика перемога»;
- книги Івана Фалинчака (* 1871 – дата смерті невідома, лише відомо, що його в старечому віці арештували і відправили до Сибіру, де він і помер): «Будівничий держави», «Іван Берладник», «Княгиня Романова»;
- книга «Нариси Дністра», написана українським та російським письменником Олександром Афансьєвим-Чужбинським, який мандрував нашими землями;
- книги археолога Бориса Онисимовича Тимощука: «Буковина - земля слов’янська», «Дорогами предків», «Зустріч з легендою», «Слов’янські гради Північної Буковини», «Древнерусское Поднестровье» (у співавторстві із І.П.Русановою).